# Нехебкау

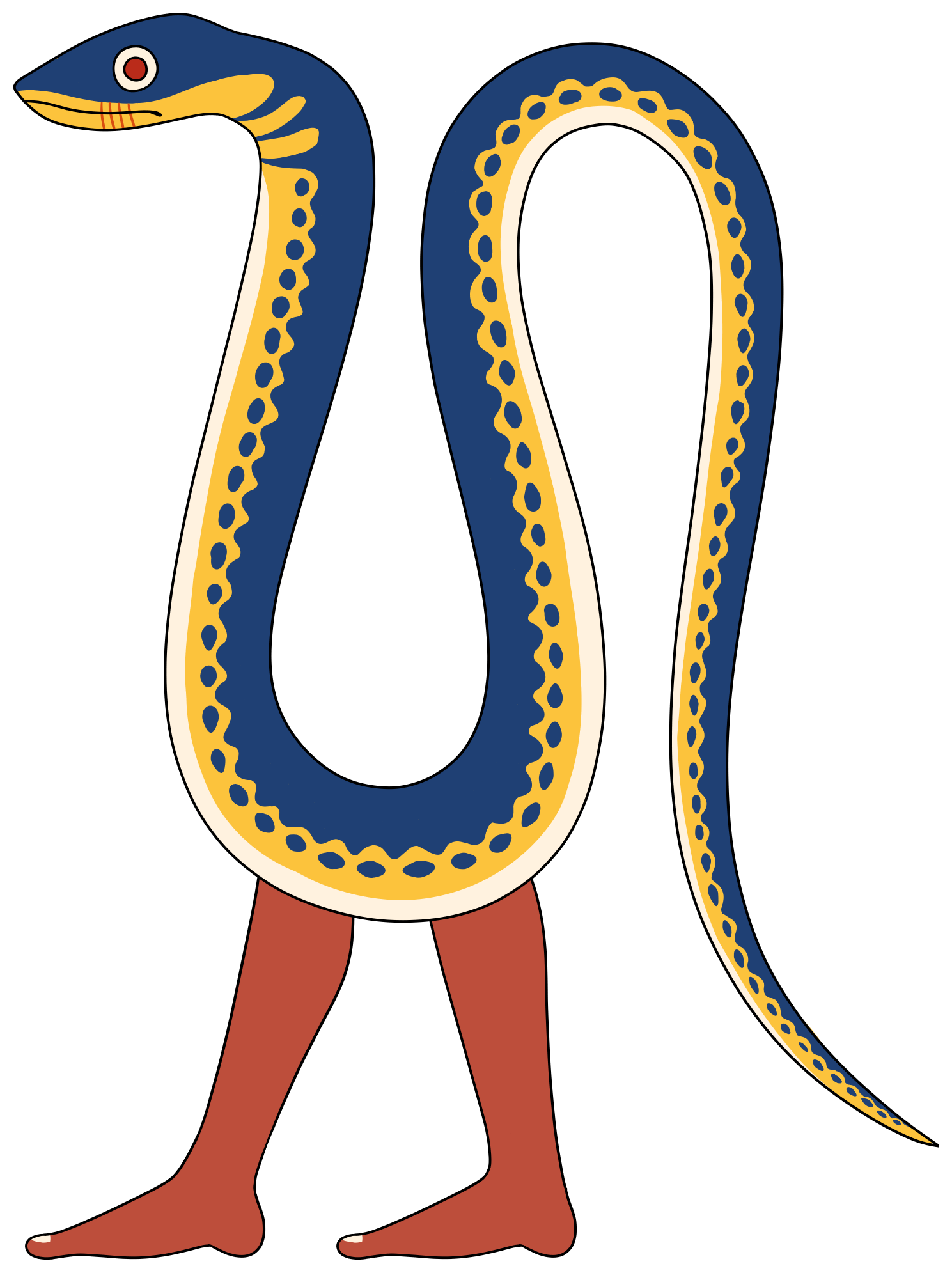
Зображення божества Нехебкау.

Нехебкау — в давньоєгипетському пантеоні бог-змієборець, помічник Сонця — Атума в боротьбі з бунтівниками. Пізніше один з вартових входу в Дуат, супутник Ра в нічному плаванні, божество родючості і часу, один з богів Малої Еннеади. Центр культу — Гераклеополь.
Зображується Нехебкау у вигляді змієголового божества (людини з головою змії), його зображення можна зустріти на багатьох фресках, що зображують сонячний човен в нічному плаванні через Дуат, він часто стоїть серед інших божеств-захисників Ра, що стоять на ній (Мафдет, Упуаута, Онуріс і т. д.). Бронзову статую його виставлено в Єгипетському залі Ермітажу.